# Lorenteggio
Lorenteggio (Lorentegg in dialetto milanese, AFI: [luˌrẽːˈted͡ʒ]), è un quartiere  di Milano, posto a sud-ovest rispetto al centro, appartenente al Municipio 6 e al NIL n. 53 "Lorenteggio". 

## Origini del nome
Il nome Lorenteggio deriva dal latino tardomedievale laurus (alloro), una denominazione di origine botanica comune anche ad altri quartieri come Rogoredo o Nosedo.

## Storia
La zona dove oggi si trova il quartiere apparteneva all'antico Comune di Lorenteggio, già Laurentiglio. Situato all'esterno delle mura spagnole, che delimitavano i confini della città, faceva parte del grande agglomerato che circondava Milano, e confinava con Sellanuova a nord, i Corpi Santi a est, Ronchetto a sud, e Corsico e Cesano Boscone a ovest. Nel 1700 il contado s'incrementò e il Comune arrivò a contare 110 abitanti nel 1751. Quando, nel 1757, Maria Teresa d'Austria ordinò un censimento sulle terre dominate, il Comune di Lorenteggio contava 4 località. Il Comune verrà poi, per ragioni di dazio, inglobato nel Comune di Milano nel 1808 su ordine del governo di Napoleone.
Al censimento della Repubblica Cisalpina indetto all'inizio dell'Ottocento, la borgata contava 143 abitanti. Nel 1841 gli austriaci, che nel 1815 avevano restaurato il Comune di Lorenteggio, lo annessero al Comune di Corsico, di cui divenne una frazione.
Fino alla metà del novecento la borgata agricola era costituita da numerosi complessi rurali, tra cui le cascine Arzaga, Castena, Corba, Filipona, Robarello, San Protaso, Travaglia e ville residenziali quali Villa Restocco e il Palazzo Durini Borasio conosciuto come il Palazzotto del Lorenteggio. Di tutti questi edifici, anche di notevole valore artistico sono sopravvissuti alla urbanizzazione solo la Cascina Corba, ora trasformata in ristorante.
Il Palazzotto del Lorenteggio sorse sulle fondamenta di un fortino cinquecentesco in fondo all'attuale via Lorenteggio 251 ed è successivo al 1670, data in cui i Durini entrarono in possesso di un fondo già appartenuto ai Corio.
Questa villa sorgeva fin dall'epoca viscontea nella località detta almeno dal 1005 Laurentiglio, ed era posizionata in zona leggermente rialzata, tant'è che fino al Cinquecento era una sorta di fortino.
Un viale di accesso con cancellate successive introduce ad un giardino cintato, sul fondo del quale, in asse con i due ingressi, si presenta la robusta costruzione. Il corpo principale, a due piani, con pianta ad U ed ali molto ravvicinate, ha tutti gli angoli fortemente smussati; tutte le facciate sono in mattoni a vista […] Le due ali proseguono ancora in parte più basse (in quella verso il portico vi è la cappella pure restaurata) fino ad incastrarsi in un nuovo edificio industriale che ha distrutto tutta la lunga corte rustica, della quale evidentemente la villa padronale costituiva lo sfondo prospettico Ampi gli interni coperti da volte a velette e a crociera nel piano inferiore e a cassettoni nel piano superiore.
Lorenteggio venne progressivamente inglobato e assorbito dall'espansione edilizia milanese, tanto che nel 1923 il Governo lo staccò da Corsico e, riesumando il provvedimento napoleonico, lo annesse a Milano.
Nei primi decenni del novecento venne costruita la ferrovia, che costeggia il naviglio Grande, e la stazione di San Cristoforo (1909). Sempre in questi anni, la zona, specialmente l'area nota come Giambellino, diviene sede anche di diverse fabbriche, come la Osram.
La prima urbanizzazione della zona avviene alla fine degli anni trenta. Il gruppo di case popolari denominato "Lorenteggio" sorge nel quadrilatero via Giambellino, Piazza Tirana, via Inganni, via Lorenteggio, via Odazio e venne ultimato nel 1944 : in particolare i caseggiati n. 138-140-142-144 di via Giambellino, seguiti poi da quelli di via Apuli, via Segneri, via Manzano, via Inganni, via Odazio.
Negli anni sessanta il quartiere inizia un impetuoso processo di sviluppo edilizio, come in tutta la città, che ne rivoluzionerà definitivamente l'aspetto e fornirà nuove case per rispondere all'esigenza abitativa causata dalla forte immigrazione dal Mezzogiorno di quegli anni.
Attualmente il quartiere è ancora oggetto di diversi cambiamenti, in particolare interventi di recupero delle aree ex-industriali, dove sono previsti prevalentemente interventi edilizi di tipo residenziale.

## Monumenti e luoghi d'interesse

### Architetture religiose

#### Oratorio di San Protaso

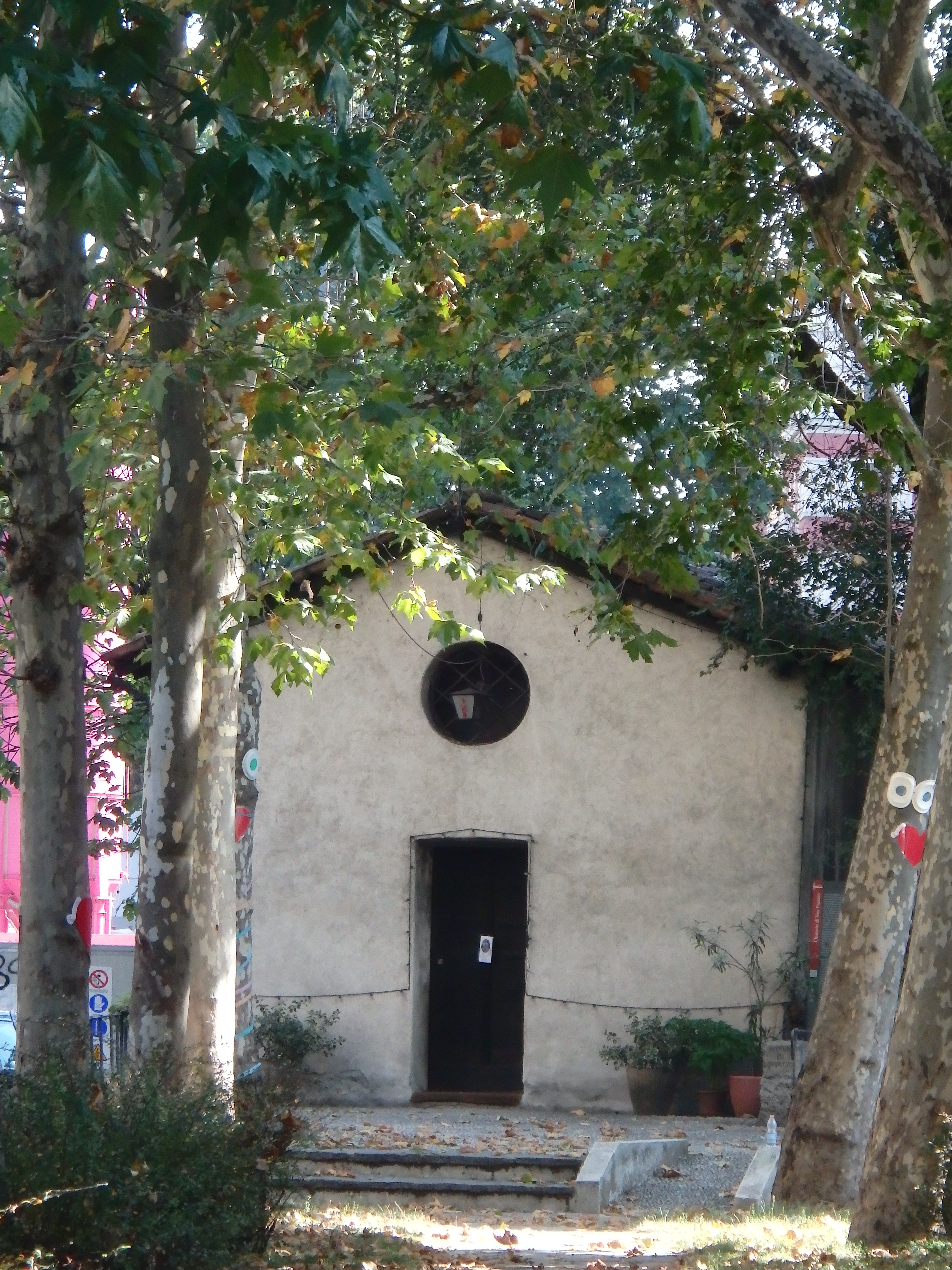
L'oratorio di San Protaso al Lorenteggio

L'oratorio di San Protaso al Lorenteggio è stato probabilmente edificato nell'XI secolo dai Monaci Benedettini di San Vittore al Corpo, per dare un luogo di preghiera ai contadini del borgo, anche se mancano documenti ufficiali in merito. Il complesso è dedicato a San Protaso, VIII vescovo di Milano e martire, sepolto nella Basilica stessa.
Di stile romanico-lombardo, con tetto a capanna e soffitto a cassettoni, non è in linea con la via Lorenteggio, ma probabilmente con la strada che dalle mura cittadine andava verso ovest. La sua collocazione attuale ha una particolarità che lo rende unico: sorgere nello spartitraffico della trafficatissima via Lorenteggio.
Ha resistito mille anni a vari tentativi di abbattimento ed è quindi considerato un baluardo della storia del quartiere.
Si dice che il Barbarossa nel 1162 si ritirò in preghiera nell'oratorio per chiedere la vittoria sui Milanesi, e ottenutala risparmiò la chiesina dalla distruzione in segno di gratitudine.
Vi abitò per qualche tempo (1364) il cappellano della vicina San Cristoforo sul Naviglio, servì come cappella alle suore Angeliche di San Paolo, ordine fondato nel 1530 dalla contessa Torelli, che abitavano presso la vicina cascina infine in epoca napoleonica venne usato come deposito di armi e si smise quindi di usarlo come luogo sacro, farà da fienile e deposito di attrezzi.
Nel XIX secolo pare che vi si riunissero Federico Confalonieri e i Carbonari per organizzare i moti rivoluzionari (1820), arrivando da un cunicolo che la collegava la Pusterla di Sant'Ambrogio (o, si dice, forse addirittura il Castello Sforzesco) alla chiesetta. Il cunicolo è stato chiuso all'inizio del secolo scorso senza che si sia potuto appurare dove conduca.
A fine ‘800 si riprese a usare l'Oratorio come luogo di culto, fino al 1937 quando in zona sorse la chiesa di San Vito in via Vignoli, dopo di che venne abbandonato al più completo degrado. Negli anni '50 l'Oratorio, abitato ormai solo dalle lucertole, fu soprannominato la gesetta di lusert (chiesetta delle lucertole), e il milanese Piero Mazzarella le dedicò una canzone.
L'Oratorio rischiò più volte di essere demolito durante l'urbanizzazione della zona: nel 1923, quando il comune autonomo del Lorenteggio fu inglobato nel Comune di Milano, e a metà anni '50 quando, acquistato dal Comune il terreno dove sorge, doveva essere demolito per ampliare Via Lorenteggio. Gli abitanti della zona si opposero, sebbene fosse ormai ridotto a un rudere, e l'oratorio fu salvato e inserito nello spartitraffico che divide i due sensi di marcia di via Lorenteggio.
Negli anni ‘80 è stato restaurato, sia all'esterno che all'interno, dove sono presenti affreschi di varie epoche, dal medioevo al barocco.
È di proprietà del Comune di Milano, e viene aperto solo in rare occasioni, per concerti o per le feste di via: in queste occasioni vengono organizzate visite guidate per raccontare la sua storia ai numerosi visitatori.

### Architetture civili

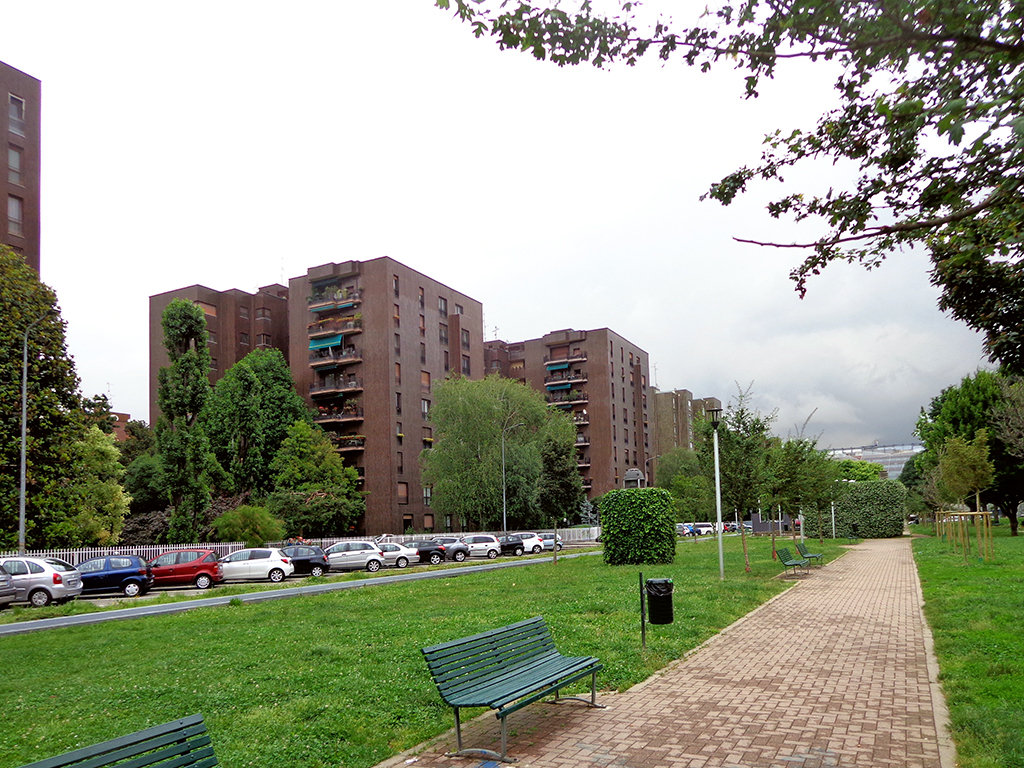
Quartiere Villa Magentino

#### Complessi residenziali
Quartiere IACP LorenteggioIl Quartiere IACP Lorenteggio è un complesso di edilizia residenziale pubblica, costruito tra il 1938 e il 1944 dall'IFACP. La progettazione urbanistica fu diretta dall'architetto Giovanni Broglio, mentre quella dei singoli edifici fu opera degli architetti Guido Baselli, Piero Della Noce, Alberto Morone, Fausto Natoli e Tullio Tolio
Quartiere Villa MagentinoIl quartiere Villa Magentino è un quartiere direzionale e residenziale, che si trova tra Via Redaelli, Via Rondoni, Via Donati e Via D'Alviano, costruito intorno al 1966 secondo un progetto planivolumetrico di Francesco Cetti Serbelloni, con la consulenza estetica di Luigi Caccia Dominioni

## Altre località

### Arzaga
Arzaga (Arzaga in dialetto milanese) è un quartiere  compreso all'interno del Lorenteggio.
Nonostante non facesse parte dell'antico comune di Lorenteggio, il quartiere di Arzaga è legato al primo ed è spesso considerato parte integrante di questo. La Cascina Arzaga era una cascina, oggi demolita, che sorgeva all'interno del comune dei Corpi Santi di Porta Vercellina, nelle vicinanze del confine con Lorenteggio.
Fino al 1966 (anno della sua demolizione) in via Arzaga sorgeva l'omonima cascina. Aveva origini quattrocentesche ed era riccamente decorata con il fronte in mattoni e due ali in pietra. Era formata da due cortili comunicanti fra loro. Il primo aveva un corpo di fabbrica disposto ad U con la casa padronale e gli alloggi dei contadini. Vi si accedeva dal grandioso portale d'ingresso ad arco a sesto acuto. Sullo sfondo la chiesetta che riproduceva in scala la chiesa di San Carlo al Lazzaretto. Il secondo cortile anch'esso porticato ospitava le stalle e i fienili. Sotto i portici una grande vasca scolpita in granito con due bocche di leone da cui sgorgava l'acqua faceva da abbeveratoio.
A cavallo tra gli anni Sessanta e Settanta la zona compresa tra la via Soderini, via Arzaga e viale San Gimignano venne scelta da numerose famiglie di origine iraniana e fede ebraica per trasferirsi a Milano. In quegli anni vennero edificati nuovi stabili signorili, la maggior parte dei quali presenta ampie zone verdi e molto spesso campi da tennis e piscine privati.
In zona sono presenti la Scuola della Comunità Ebraica di Milano e la Scuola Giapponese di Milano, oltre all'oratorio sefardita-persiano Noam e alla Residenza per Anziani Arzaga gestita dalla Comunità Ebraica di Milano (che ha sede nell'edificio adiacente).

### Quartiere Giambellino

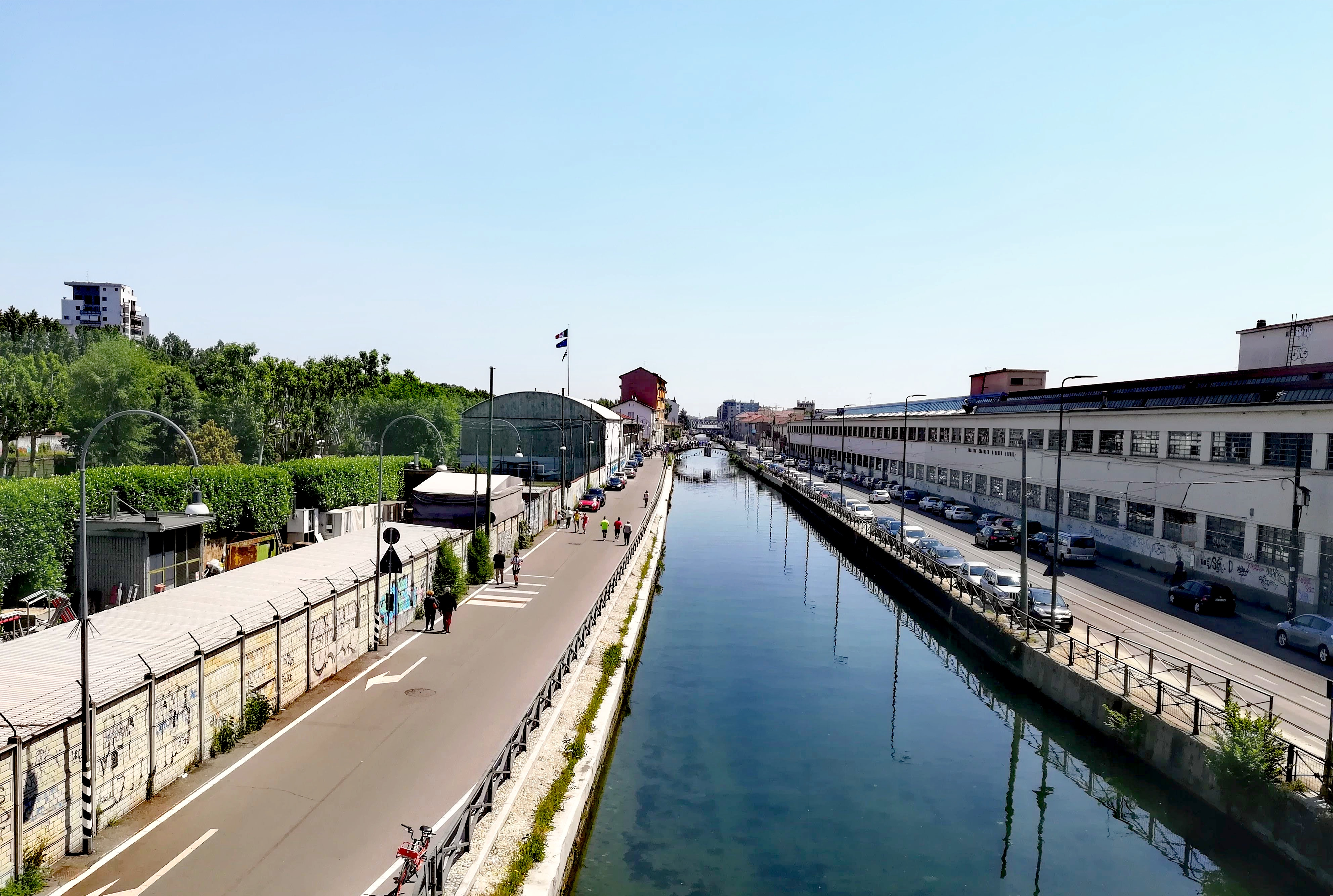
Veduta generale dal Ponte Richard Ginori presso San Cristoforo sul Naviglio, sul confine del quartiere Giambellino

Il quartiere Giambellino (o semplicemente Il Giambellino, quarter Giambellin in dialetto milanese) è un quartiere   parallelo, sia topologicamente che storicamente, al Lorenteggio, con cui oggi da molti è identificato come una parte di un'unica entità comunemente citata sulle mappe come quartiere Giambellino-Lorenteggio (o viceversa Lorenteggio-Giambellino). Il Giambellino appartiene al NIL n. 49, appropriatamente  denominato: "Giambellino". 
Prende il nome dalla via omonima, l'arteria principale che ne percorre tutta la lunghezza; è un quartiere variegato e dalle molteplici identità; oggi è uno dei quartieri più multietnici di Milano.

## Economia
All'interno del quadrilatero compreso tra via Francesco Gonin, via Giordani, via Lorenteggio e via Inganni, sorgono le sedi di alcune società attive nel settore della tecnologia, mentre nel distretto finanziario si trovano aziende che si occupano di prodotti di lusso e, ovviamente, della finanza.

## Infrastrutture e trasporti

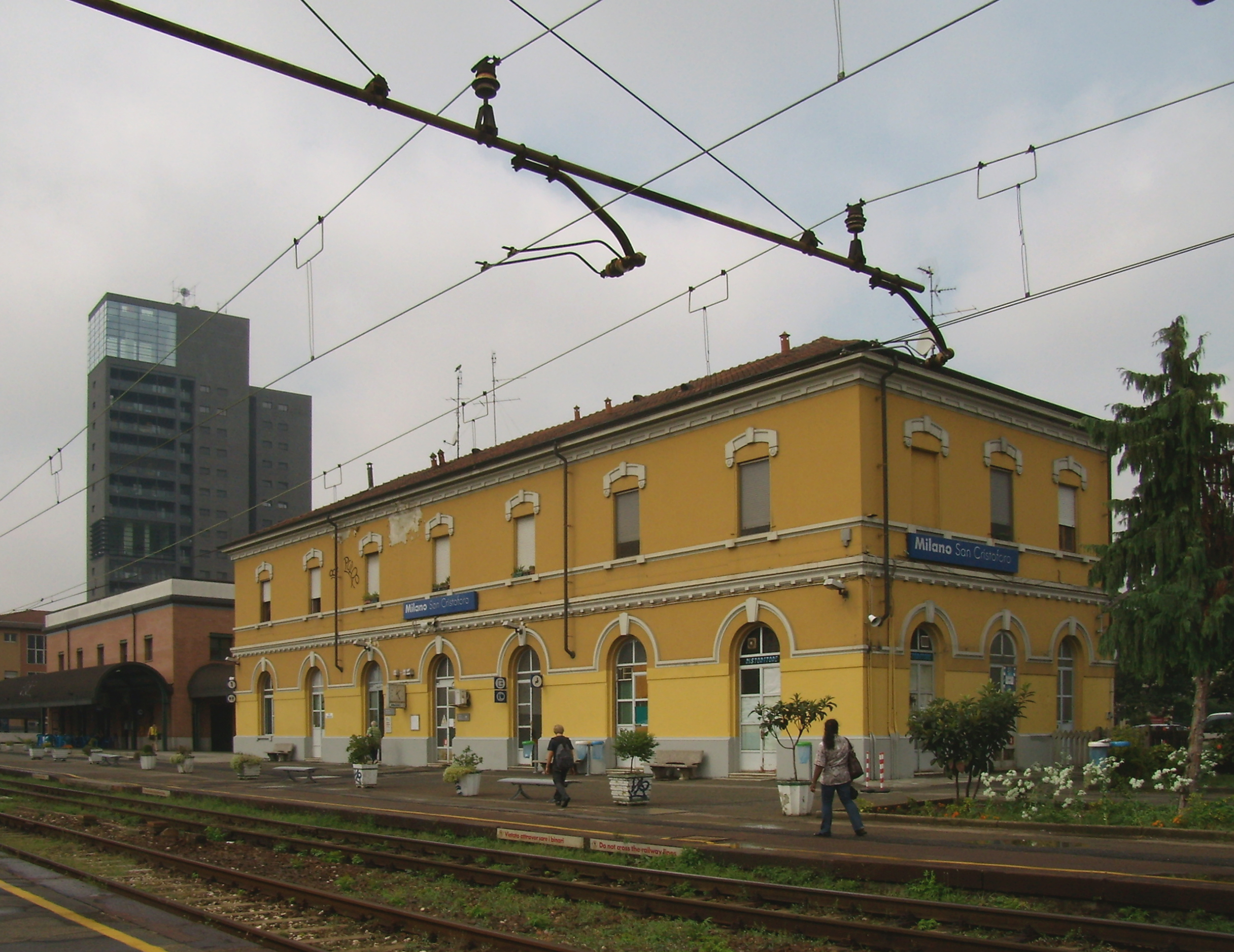
Stazione ferroviaria di San Cristoforo.

- Linea M1: stazioni di Inganni, Primaticcio, Bande Nere, Gambara
- Linea M4: stazioni di San Cristoforo, Segneri, Gelsomini, Frattini, Tolstoj e Bolivar
- Linea S9: stazione di San Cristoforo

Il quartiere del Lorenteggio è attraversato longitudinalmente dal tratto iniziale della strada statale 494 Vigevanese che collega Milano a Vigevano. All'interno del quartiere, questa strada assume il nome del quartiere. Parallela alla Via Lorenteggio, a sud di questa, corre la Via Giambellino, un'importante strada radiale, il cui nome viene spesso utilizzato per indicare il quartiere al posto di Lorenteggio. A est, il quartiere è lambito dalla circonvallazione esterna (della 90/91). Presso il quartiere di Arzaga, in Piazzale Giovanni delle Bande Nere, si trova l'inizio della strada provinciale che collega Milano ad Abbiategrasso.
Il Lorenteggio è servito dalla stazione di San Cristoforo che si trova alla confluenza tra la ferrovia Milano-Mortara e la cintura sud. È gestita da RFI ed è servita da treni suburbani (linea S9) e regionali, gestiti da Trenord, la stazione entro il 2023 verrà completamente riqualificata con la costruzione di un ponte ciclo pedonale che collegherà i due versanti del naviglio: Piazza Tirana con il quartiere Restocco.
Inoltre, all'interno del quartiere di Arzaga, si trovano le stazioni Bande Nere e Gambara (sul confine con i limitrofi quartieri della Maddalena e di Molinazzo) della linea M1 della metropolitana di Milano.
Varie linee di autobus, gestite da ATM, due di filobus e una di tram, collegano Lorenteggio ai quartieri limitrofi, al centro di Milano e a tutti i quartieri che sorgono lungo la circonvallazione.
Inoltre la linea M4, che collega la stazione di Milano San Cristoforo all'aeroporto di Linate, presenta sei fermate a servizio del quartiere: oltre a San Cristoforo, Segneri, Gelsomini, Frattini, Tolstoj e Bolivar.